# Orzeł (serial telewizyjny)
Orzeł (duń. Ørnen: En krimi-odyssé) – duński serial kryminalny z 2004, który w 2005 otrzymał Nagrodę Emmy.

## Obsada
- Jens Albinus (Hallgrim Ørn Hallgrimsson)
- Ghita Nørby (Thea Nellemann)
- Marina Bouras (Marie Wied)
- Janus Bakrawi (Nazim Talawi)
- Steen Stig Lommer (Villy Frandsen)
- David Owe (Michael Kristensen)
- Susan A. Olsen (Ditte Hansen)
- David Scheller (Robbie)
- Małgorzata Pieczyńska (Sonata Petraityte)